# تومي بريغز
تومي بريغز (بالإنجليزية: Tommy Briggs)‏ (27 نوفمبر 1923 في المملكة المتحدة - 10 فبراير 1984 في المملكة المتحدة) هو مدرب كرة قدم ولاعب كرة قدم بريطاني (وحمل سابقاً جنسية المملكة المتحدة لبريطانيا العظمى وأيرلندا) في مركز الهجوم. شارك مع منتخب إنجلترا لكرة القدم الرديف. أما مع النوادي، فقد لعب مع برمنغهام سيتي وبلاكبيرن روفرز وغريمسبي تاون وغلينتوران وكوفنتري سيتي ونادي بليموث أرجايل.